# Кам'янка (притока Базавлука)
Ка́м'янка — річка в Україні, на правобережжі Дніпропетровщини. Права притока Базавлука (басейн Дніпра).

## Назва
Квм'янка, Кам'янка Польова, Польова Кам'янка, Базавлуцька Кам'янка.

## Опис
Довжина 88 км, площа басейну 1750 км². Похил річки 1,3 м/км. Русло у багатьох місцях кам'янисте, на берегах — виходи кристалічних порід, а саме граніту, що й зумовило її назву.

## Притоки
- Балка Григорівка, Жовтенька (ліві).

- Водяна, Балка Широка, Балка Дубова, Балка Вовча, Балка Таранова, Вошива (праві).

На річці — селище Софіївка, с. Запорізьке, с. Братське

## Цікаві факти
- На річці є єдиний на Дніпропетровщині водоспад, який називається Токівський водоспад.